# Sí señor
«Sí señor» es una canción de la agrupación de hip hop mexicana Control Machete incluida en su segundo álbum de estudio Artillería pesada presenta....
Esta canción estuvo nominada para los premios MTV Music en la categorías de Mejor vídeo musical en 1999 en el cual participa el periodista fallecido Joel Sampayo y a Mejor canción de Rock en el año 2000 en los Grammys Latino.

## Lista de canciones

### CD - Promo[6]
| Sí señor — Single |                                |          |  |
| N.º               | Título                         | Duración |  |
| 1.                | «Sí señor»                     | 3:40     |  |
| 2.                | «La artillería»                | 5:36     |  |
| 3.                | «Sí, señor (The I.B.Z. Remix)» | 3:36     |  |

## Posiciones en las listas
| Listas (1999)                              | Posición |
| ------------------------------------------ | -------- |
| Estados Unidos Billboard Hot Latin Tracks  | 74       |
| Estados Unidos Billboard Latin Pop Airplay | 56       |
| México (Top 100)                           | 23       |

## Premios y nominaciones
| Año  | Premiación                           | Categoría             | Resultado | Ref.   |
| ---- | ------------------------------------ | --------------------- | --------- | ------ |
| 1999 | MTV Latinoamerica Music Video Awards | Mejor vídeo musical   | Nominada  | [ 10 ] |
| 2000 | Premios Grammy Latino 2000           | Mejor canción de rock | Nominada  | [ 5 ]  |